# Jacob Fredric Wallenberg
Jacob Fredric Wallenberg, född 1864 i Stockholm, död 1937, var en svensk militär, godsägare, målare och tidningskorrespondent.
Han var son till landssekreteraren Jacob Adolf Wallenberg och Anna Fredrika Wilhelmina Wahlquist samt gift första gången med Helen Elisabeth Marx Horton och andra gången med Ingeborg Emma Gustafva Wallenberg. Han blev underlöjtnant vid Första livgrenadjärregementet 1886 men begärde avsked 1892 för att arbeta som tidningsman i London och utöva sitt konstnärskap. Wallenberg är representerad vid Linköpings museum.  